# 펑정지에는 펑정지에다
"펑정지에는 펑정지에다"는 2016년에 개봉한 대한민국 & 중국의 합작 영화이다.

## 캐스팅
- 펑정지에
- 윤주
- 서장원